# 仲長統
仲長 統（ちゅうちょう とう、181年 - 220年）は、後漢末期の人物。字は公理。兗州山陽郡高平県の人。

## 略歴
若い頃から学問を好み、博覧強記で文章に優れていた。二十歳過ぎの頃から青州・徐州・并州・冀州を遊学した。上党郡に疎開していて彼と出会った常林や、東海郡の繆襲など、彼と交流のあった者の多くが彼を高く評価した。繆襲は常々「仲長統は、前漢の賈誼・董仲舒・劉向・揚雄の後を継ぐに足る才能である」と称えていた。
并州の高幹は各地の士を招いており、彼に付き従う者も多かった。彼の元を訪れた仲長統も歓待を受け、高幹から当時の世の事を質問された。仲長統は「貴方は雄大な志は持っていても雄大な才能は持っておらず、士を好んでいますが人を選ぶ事ができません。このことを深く戒めることです」と言った。高幹が、自負心からその言葉を受け入れることが出来なかったため、仲長統は彼の下を去った。その後、高幹は反乱を起こして敗死した。これにより并州・冀州の人々は仲長統を知るようになった。
仲長統は、物事にとらわれない性格で直言を厭わず、不意に沈黙したり語り出したりしたため、彼を狂生と呼ぶ者もいた。州や郡から登用の招きがあっても、病気と称して赴かなかった。
荀彧が彼の事を知り、彼を高く評価して尚書郎に推挙した。その後、参丞相軍事となり曹操に仕えた。
仲長統は古の事や当時の事を論じ始めると、常に発憤し嘆息した。そこで『昌言』という三十四篇に及ぶ十余万言の書を著した。
延康元年（220年）、40歳で死去した。